# 윤인진
윤인진(1963년 6월 30일~)은 대한민국은 사회학자이다.
고려대학교 아시아이주연구센터 센터장 및 고려대학교 도서관 관장, 독일 튀빙겐대학교 한국학과 강의교수, 법무부 이민정책위원회 위원, 제8대 한국이민학회 회장, 외교부 정책자문위원회 재외동포분과위원장 등을 역임했다.